# アイドル王
『アイドル王』（アイドルおう）は、一部TBS系列で放送されていたTBS製作のバラエティ番組。全128回。製作局のTBSでは1997年4月1日から1999年9月30日まで放送。

## 概要
毎回デビュー間もない新人女性アイドルやグラビアアイドルたちをゲストに招いていた深夜番組で、彼女たちの趣味や特技を紹介したり、様々なバラエティ企画に挑戦させたりしていた。収録はオールロケで行われていた。また、毎年夏には「水着が似合うアイドル特集」という企画が放送されていたが、その際にはプールサイドでの収録が行われていた。
番組は1999年秋の改編でレギュラー放送を終えたが、3か月後の2000年1月3日に一度スペシャルで復活した。また、同年4月には単発番組放送枠『深夜の星』で、『新世紀美少女21』というタイトルのほぼ同じ内容の番組が放送された。2002年から2006年まではTBSチャンネルで、全放送回中40回分を再編集したものが放送された。本番組司会の木村郁美と小林豊がキャスターを務めた『エクスプレス』でも、釈由美子の取材をした際にこの番組のVTRが流れた。放送時点でまだ3年ほど前のVTRであったが、共演者たちからは「若かったですねー」との声が上がった。

## 司会
- 木村郁美（TBSアナウンサー） - 全シリーズに出演。
- 松宮一彦（当時TBSアナウンサー） - 1997年4月から1998年3月まで出演。
- 小林豊（TBSアナウンサー） - 1998年4月から1999年9月までと、2000年1月放送のスペシャル回に出演。
- 海保知里（当時TBSアナウンサー） - スペシャル回のみに出演。

## スタッフ
- 構成：浪岡哲生
- 技術：PEC（その後東通へ合併吸収 → 現在：TBSアクト）
- 編集・MA：ジャパンヴィステック （現在：ヴィステックエンタテインメント）
- 演出：千葉隆寿郎（全シリーズ）
- ディレクター：膳亀由香（TBSチャンネル放送分のみ）
- プロデューサー：畠山幹男（全シリーズ）
- 制作：PEC（後のTBSトライメディア → ジョブエックス、現在：TBSスパークル）
- 製作著作：TBS

## 放送局
| 放送対象地域 | 放送局       | 系列    | 放送日時 | 備考                   |
| ------------ | ------------ | ------- | --- | ---------------------- |
| 関東広域圏   | 東京放送     | TBS系列 | 火曜 25:55 - 26:25（1997年4月1日 - 1998年3月24日） 木曜 25:50 - 26:20 （1998年4月2日 - 1999年9月30日） | 製作局 現在：TBSテレビ |
| 新潟県       | 新潟放送     | TBS系列 | 不明（1997年4月 - 1997年9月） |                        |
| 中京広域圏   | 中部日本放送 | TBS系列 | 木曜 25:25 - 25:55 （1997年4月17日 - 1997年9月25日） 木曜 25:45 - 26:15 （1997年10月2日 - 1998年4月9日） 土曜 26:35 - 27:05 （1998年4月18日 - 1999年3月27日） 土曜 26:40 - 27:10 （1999年4月3日 - 1999年10月16日） | 現在：CBCテレビ        |
| 近畿広域圏   | 毎日放送     | TBS系列 | 不明（1997年10月 - 1998年3月） |                        |